# 桑德里约
桑德里约（法語：Cendrieux，法語發音：[sɑ̃dʁijø]）是法国多尔多涅省的一个旧市镇，原属佩里格区。2017年，桑德里约与市镇圣阿尔韦尔-圣洛朗莱巴通合并为新市镇卢伊尔河-科多河谷村，新市镇属于贝尔热拉克区。

## 地理
桑德里约（44°59'46"N, 0°49'22"E）面积30.23 平方千米，位于法国新阿基坦大区多爾多涅省，该省份为法国西南部内陆省份，是法國本土面积第三大的省，大致对应佩里戈尔地区，北起顺时针与夏朗德省、上维埃纳省、科雷兹省、洛特省、洛特-加龙省、吉倫特省和滨海夏朗德省接壤。
与桑德里约接壤的市镇（或旧市镇、城区）包括：圣阿尔韦尔-圣洛朗莱巴通。
桑德里约的时区为UTC+01:00、UTC+02:00（夏令时）。

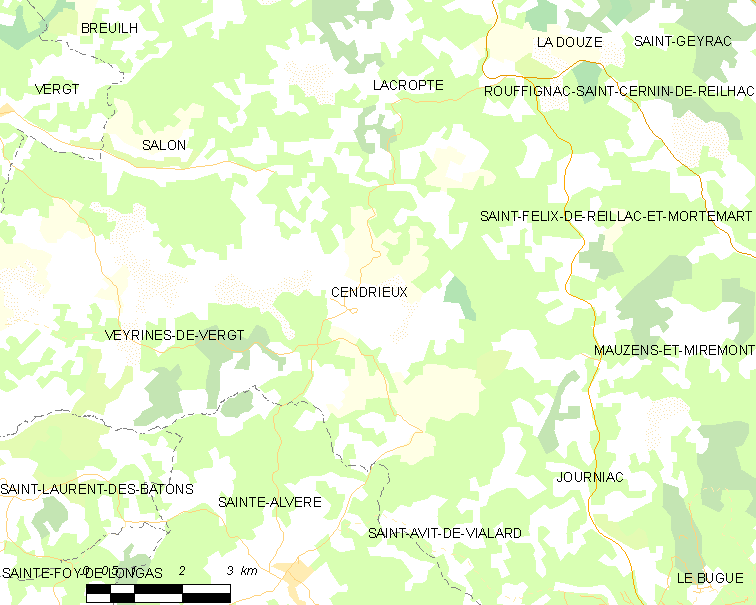
桑德里约的OSM定位图

## 行政
桑德里约的邮政编码为24380，INSEE市镇编码为24092。

## 政治
桑德里约所属的省级选区为中佩里戈尔县。

## 人口

1962-2008年间桑德里约人口变化图示

桑德里约于2018年1月1日时的人口数量为584人。